# HD 80951
HD 80951 è una stella bianca nella sequenza principale di magnitudine 5,29 situata nella costellazione della Carena. Dista 722 anni luce dal sistema solare.

## Osservazione
Si tratta di una stella situata nell'emisfero celeste australe. La sua posizione è fortemente australe e ciò comporta che la stella sia osservabile prevalentemente dall'emisfero sud, dove si presenta circumpolare anche da gran parte delle regioni temperate; dall'emisfero nord la sua visibilità è invece limitata alle regioni temperate inferiori e alla fascia tropicale. La sua magnitudine pari a 5,3 fa sì che possa essere scorta solo con un cielo sufficientemente libero dagli effetti dell'inquinamento luminoso.
Il periodo migliore per la sua osservazione nel cielo serale ricade nei mesi compresi fra febbraio e giugno; nell'emisfero sud è visibile anche per buona parte dell'inverno, grazie alla declinazione australe della stella, mentre nell'emisfero nord può essere osservata limitatamente durante i mesi primaverili boreali.

## Caratteristiche fisiche
La stella è una bianca nella sequenza principale; possiede una magnitudine assoluta di -1,43 e la sua velocità radiale positiva indica che la stella si sta allontanando dal sistema solare.

## Sistema stellare
HD 80951 è un sistema multiplo formato da 4 componenti. La componente principale A è una stella di magnitudine 5,29. La componente B è di magnitudine 6,5, separata da 0,3 secondi d'arco da A e con angolo di posizione di 254 gradi. La componente C è di magnitudine 10,0, separata da 7,1 secondi d'arco da A e con angolo di posizione di 343 gradi. La componente D è di magnitudine 10,3, separata da 48,2 secondi d'arco da A e con angolo di posizione di 353 gradi.